# Parlamentswahl in Kroatien 2007
- SDP: 56
- HNS: 7
- IDS: 3
- HSS: 8
- HSU: 1
- Minderheiten: 8
- HDZ: 66
- HDSSB: 3
- HSP: 1

Die Parlamentswahl in Kroatien 2007 fand am 25. November, in der Diaspora am 24. und am 25. November statt. Bei der Wahl wurden die 153 Abgeordneten des kroatischen Parlaments neu bestimmt. Um Wahlbetrug wie zum Beispiel die Stimmabgabe von verstorbenen Staatsbürgern im Ausland oder doppeltes Wählen zu verhindern, mussten sich die 400.000 kroatischen Wahlberechtigten außerhalb von Kroatien und Bosnien-Herzegowina bis spätestens 14 Tage vor der Wahl registrieren lassen.
Der kroatische Präsident hatte die Wahlen am 17. Oktober angekündigt, die Kandidatenlisten mussten in den folgenden 14 Tagen eingereicht werden.
Die Wahlen wurden in 10 Wahlkreisen innerhalb Kroatiens (die jeweils 14 Mitglieder in den Sabor entsenden), einem Wahlkreis für Kroaten, die im Ausland leben (und bis zu 12 Mitglieder des Parlamentes stellen), und einem Wahlkreis für nationale Minderheiten (8 Parlamentarier) abgehalten. Kandidatenlisten mussten dabei mehr als 5 % (Sperrklausel) der gültigen Stimmen in mindestens einem Wahlkreis erreichen, um im Parlament vertreten zu sein. Wahlberechtigt waren 4.478.386 Kroaten, davon 405.092 im Ausland.

## Die zwölf Wahlkreise in Kroatien
Seit 1999 ist Kroatien in zehn Wahlkreise mit jeweils 250.000 bis 300.000 Wahlberechtigten eingeteilt. Jeder Wahlkreis kann bis zu 14 MdP entsenden (d’Hondt’sches Verfahren).
Im XI. Wahlkreis werden bis zu 12 Mitglieder per Verhältniswahl gewählt in Abhängigkeit von der Wahlbeteiligung im Ausland und in Kroatien, um die Kroaten im Ausland zu repräsentieren („Diasporawahlkreis“ genannt), und im XII. Wahlkreis acht Mitglieder von ethnischen/nationalen Minderheiten. Dabei sind drei Sitze für Serben reserviert.

## Aufgestellte Listen
Von den kroatischen politischen Parteien und unabhängigen Listen waren 3.585 Personen für die Wahlen (22 Personen für ein Mandat) aufgestellt worden. Es wurden 235 politische Parteilisten, 16 unabhängigen Listen und 72 Kandidaten für die Minderheitssitze aufgestellt.
Von den Kandidaten waren 2.512 (70,07 %) Männer und 1.073 (29,93 %) Frauen, ihr Durchschnittsalter betrug 43,41 (44,70 bei den Männern und 40,40 bei den Frauen). Der älteste Kandidat war 89 Jahre alt, die jüngste 18.
| Wahlkreis izborna jedinica | Listen          | Listen    | Listen     | Summe |
| Wahlkreis izborna jedinica | einzelne Partei | Koalition | unabhängig | Summe |
| -------------------------- | --------------- | --------- | ---------- | ----- |
| I.                         | 19              | 6         | 2          | 27    |
| II.                        | 17              | 6         | 1          | 24    |
| III.                       | 21              | 4         | –          | 25    |
| IV.                        | 18              | 3         | 2          | 23    |
| V.                         | 15              | 4         | –          | 19    |
| VI.                        | 15              | 6         | 2          | 23    |
| VII.                       | 18              | 4         | 2          | 24    |
| VIII.                      | 18              | 6         | –          | 24    |
| IX.                        | 18              | 4         | 2          | 24    |
| X.                         | 18              | 4         | 3          | 25    |
| XI.                        | 10              | 1         | 2          | 13    |

### Parlamentsparteien und Listenkoalitionen
- Kroatische Demokratische Union (HDZ)
- Sozialdemokratische Partei (SDP)
- Bauernpartei–Sozial-liberale Partei (HSLS)-Alliance of Primorje-Gorski Kotar-Democratic Party of Zagorje-Zagorje Party (HSS-HSLS-PGS-ZDS-ZS)
- Volkspartei (HNS)
- Istrische Demokratische Versammlung (IDS)
- Partei des Rechts (HSP)
- Kroatische Demokratische Versammlung der Slavonier und Baranjer (HDSSB)
- Kroatische Partei der Rentner (HSU)
- Demokratisches Zentrum-Grüne Partei – Grüne Alternative (DC-Zeleni)
- Unabhängige Demokratische Partei Serbiens (nationale Minderheit und IX.Wahlkreis) (SDSS)
- Politische Parteien und Listen nationaler Minderheiten (Wahlkreis XI)[8]

Parlamentsparteien in fetten Akronymen.

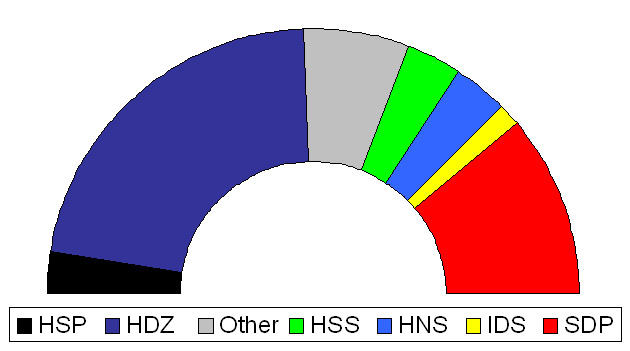
Sitzverteilung im kroatischen Sabor nach den Wahlen von 2003

### Parteien außerhalb des Parlaments
- Alphabet der Demokratie (Abeceda)
- Jugend Aktion (AM)
- Kroatische Jugend Partei (HSM)
- Allianz für den auf Recht basierenden Staat (Alijansa)
- Autochthonous Kroatische Bauernpartei (A-HSS)
- Kroatische Demokratische Bauernpartei (HDSS)
- Kroatische Liga (Zbor)
- Kroatische reine Partei der Rechte (HČSP)
- Demokratische Partei der slavonischen Klarheit (Slavonska ravnica)
- Kroatische christlich demokratische Union (HKDU)
- Kroatische Christdemokraten (Demokršćani)
- Kroatische Europapartei (HES)
- Vereinigte Unterstützer der Kroatischen Partei der Rechtebewegung (HP-HPP)
- Grüne Liste Kroatiens (Zelena lista)
- Kroatiens Grüne Partei – Ökologische Allianz (Zeleni)
- Grüne Alternative – Verbraucher Partei (ZA-SPOT)
- Nur Kroatien - Bewegung für Kroatien (Jedino Hrvatska)
- Mein kleines Medjimurje (3M)
- Ökonomische Partei (GS)
- Heimatland Bürgerpartei (DGS)
- Kroatische Partei der Arbeitslosigkeit (HSN)
- Partei der kroatischen Verteidiger (in 11 Wahlkreisen) (SHB)[9]

### Listenkoalitionen außerhalb des Parlaments
- „Linke Koalition“: Linke Kroatiens-Sozialistische Labour Partei Kroatiens-Istrisches Sozialdemokratisches Forum-Kroatische Sozialdemokraten (Ljevica-SRP-ISDF-HSD)
- „Vereinigte Linke“: Sozialdemokratische Aktion Kroatiens-Kroatische Labour Partei-Grüne Partei-Adriatische Demokratische Partei Kroatien. In einigen Wahlkreisen mit der Frauen Demokratischen Partei (ASH-HRS-ZS-JSD-DSŽ)
- Kroatisch Christlich Demokratische Partei–Christlich Soziale Union (HKSS-KSU)
- Democratic Union of Međimurje–Slavonia-Baranja Croatian Party–Dalmatian Liberal Party (in einigen Wahlkreisen mit Allianz Primorje-Gorski Kotar) (DSM-SBHS-DLS-PGS)
- Grüne Kroatiens-Frauen Demokratische Partei (Zeleni HR-DSŽ)
- Rentnerpartei-Istrische Sozialdemokratische Unabhängigkeitspartei (SU-ISDNS)

### Unabhängige Listen
- Slaven Letica (Wahlkreis I)
- Branko Vukšić (Wahlkreis I)
- Branko Stojković (Wahlkreis II)
- Boris Mikšić (Wahlkreis IV)
- Antun Laslo (Wahlkreis IV)
- Vesna Balenović (Wahlkreis VI)
- Zdravko Dužić (Wahlkreis VI)
- Hrvoje Hitrec (Wahlkreis VII)
- Ivan Lončar (Wahlkreis VII)
- Drago Krpina (Wahlkreis IX)
- Davor Živković (Wahlkreis IX, die „Đula Rušinović-Sunara unabhängige Liste“ anführend)
- Đula Rušinović-Sunara (Wahlkreis X)
- Tonči Tadić (Wahlkreis X)
- Jurica Tucak (Wahlkreis X)
- Andjelko Galić (Wahlkreis XI)
- Jerko Ivanković Lijanović (Wahlkreis XI)

### Verteilung der Sitze an die Minderheiten
- Serben: 3
- Magyaren: 1
- Italiener: 1
- Tschechen und Slowaken: 1
- Bulgaren, Deutsche, Österreicher, Polen, Roma, Rumänen, Russinen, Russen, Türken, Ukrainer, Walachen und Juden: 1
- Albaner, Bosniaken, Montenegriner, Mazedonier, Slowenen: 1

### Angekündigter Boykott
- Kroatische Partei Rechte 1861 hatte beschlossen, nicht an den 2007 Wahlen teilzunehmen, da diese ihrer Ansicht nach verfassungswidrig waren.[10]

## Wahlkampfslogans
Die Wahlkampfslogans einiger Parteien:
| Partei | Partei                                         | Slogan auf Deutsch übersetzt | kroatischer Slogan |
| ------ | ---------------------------------------------- | --- | --- |
|        | Hrvatska demokratska zajednica                 | HDZ weiß; Gehen wir weiter (offizieller Kampagneslogan); Gegen neue Steuern; Verwirklicht; Eure Stimme soll auch weiterhin gehört werden (Wahlspruch in Bosnien und Herzegowina); | HDZ zna; Idemo dalje (official campaign slogan); Protiv novih poreza; Ostvareno; Neka se vaš glas i dalje čuje (slogan in Bosnia and Herzegovina); |
|        | Socijaldemokratska Partija Hrvatske            | Menschen sind die Kraft (offizieller Kampagneslogan); Neue Kraft; Ändere das Programm, Entscheiden wir in Kroatien, Du entscheidest                                               | Ljudi su snaga (official campaign slogan); Nova snaga; Promijeni program;Odlučimo u Hrvatskoj, Ti odlučuješ                                        |
|        | HSS-HSLS-PGS                                   | Bleiben wir wir selbst; Ausblick in die Zukunft | Budimo svoji; Pogled u budućnost |
|        | Hrvatska Narodna Stranka – Liberalni Demokrati | Wir haben es in Varaždin verwirklicht und werden es auch in Kroatien verwirklichen; Wir wählen unsere Zukunft jetzt selbst                                                        | Ostvarili smo u Varaždinu, ostvarit ćemo u Hrvatskoj; Budućnost biramo sad;                                                                        |
|        | Hrvatska stranka prava                         | Seinen Traum beschützen | Zaštiti svoj san |
|        | Hrvatski demokratski sabor Slavonije i Baranje | Ein starkes Slawonien und Baranja für ein starkes Kroatien | Jaka Slavonija i Baranja za jaku Hrvatsku |
|        | SRP-Ljevica-ISDF-HSD                           | Die Linke, der Sie trauen können, diese Linke kommt | Ljevica kojoj možete vjerovati, Ljevica dolazi |
|        | Only Croatia – Movement for Croatia            | Nieder mit den Verrätern, für die Heimat Kroaten!; Nein zur EU, Nein zur NATO! | Dolje izdajnici!, Za dom, Hrvati!, Ne u EU, ne u NATO!                                                                                             |
|        | Demokratski centar                             | Gerecht | Pravedno |
|        | Samostalna demokratska srpska stranka          | Vierjahresgarantie | Četverogodišnja garancija |
|        | Kroatische Rentnerpartei                       | Glückliche Jugend, zufriedene Alte | Sretna mladost, zadovoljna starost |
|        | Hrvatski pravaši – Hrvatski pravaški pokret    | Für Kroatien ohne Den Haag | Za Hrvatsku bez Haaga |
|        | Istrische Demokratische Versammlung            | Ich (hier steht das Symbol der IDS in Form eines Herzens), und du? | Ja (heart IDS symbol), a ti?-Io (heart IDS symbol), e tu?                                                                                          |

## Meinungsumfragen
| Partei | Partei       | Ergebnisse 2003 | Puls 29/08 | Nacional 09 | IRI 01/10 | Media metar 16/10 | Puls 19/10 | Media meter 11/11 | Mediana Fides 12/11 | Puls 19/11 | Media meter 19/11 | Puls 16h 25/11 | Puls 19h 25/11 |
|        | HDZ          | 33,9 %          | 28,7 %     | 28,86 %     | 24,0 %    | 31,9 %            | 30,3 %     | 33,90 %           | 33,6 %              | 32,5 %     | 32,5 %            | 33,27 %        | 32,81 %        |
|        | SDP          | 22,6 %          | 30,8 %     | 42,58 %     | 30,20 %   | 30,1 %            | 30,3 %     | 36,23 %           | 29,3 %              | 33,4 %     | 35,5 %            | 34,63 %        | 34,54 %        |
|        | HSS-HSLS-PGS | 7,2 % (HSS)     | 07,2 %     | 6,53 %      | 07,6 %    | 07,1 %            | 05,5 %     | 5,40 %            | 06,7 %              | 6,6 %      | 5,9 %             | 6,60 %         | 6,76 %         |
|        | HNS          | 8,0 % wl PGS    | 05,0 %     | 7,18 %      | 05,7 %    | 06,6 %            | 05,3 %     | 6,80 %            | 06,1 %              | 5,9 %      | 7,2 %             | 6,92 %         | 7,12 %         |
|        | HSP          | 6,4 %           | 07,3 %     | 6,54 %      | 07,0 %    | 07,1 %            | 04,6 %     | 5,20 %            | 04,2 %              | 3,8 %      | 3,8 %             | 3,37 %         | 3,44 %         |
|        | HSU          | 4,0 %           | 06,4 %     | 2,55 %      | 06,3 %    | 07,6 %            | 05,3 %     | 5,70 %            | 05,3 %              | 4,8 %      | 5,8 %             | 3,89 %         | 3,92 %         |
|        | IDS          |                 | 01,7 %     | 2,07 %      |           | 01,1 %            | 01,9 %     | 1,30 %            | 01,3 %              | 1,5 %      | 1,6 %             | 1,70 %         | 1,69 %         |
|        | DC-Zeleni    | 4 % w / HSLS    | 01,5 %     | 0,96 %      |           | 00,9 %            |            | 0,40 %            | 00,9 %              | 01,1 %     | 0,8 %             | 0,80 %         | 0,83 %         |
|        | Tonči Tadić  |                 |            |             |           |                   |            |                   |                     |            |                   | 0,31 %         | 0,30 %         |
|        | HDSSB        | 0 %             |            |             |           | 01,0 %            | 0,90 %     | 0,80 %            | 00,8 %              | 0,9 %      | 1,0 %             | 2,05 %         | 2,91 %         |
|        | SDSS         | ?               |            |             |           |                   |            |                   |                     |            |                   | 0,19 %         | 0,18 %         |
|        | Andere       | 8,2 %           |            |             |           | 06,6 %            | 1,50 %     | 2,65 %            | 08,0 %              | 9,4 %      | 6,1 %             |                | 6,42 %         |

### Sitzprojektionen
| Partei | Partei       | Ergebnisse 2003 | Media metar 16/10 | Puls 19/10 | Media meter 11/11 | Mediana Fides 12/11 | Puls 19/11 | Media meter 19/11 | Puls 19h 25/11  |
|        | HDZ          | 66              | 56                | 53         | 56                | 58                  | 58         | 56                | 57              |
|        | SDP          | 34              | 53                | 58         | 60                | 53                  | 62         | 58                | 61              |
|        | HSS-HSLS-PGS | 13              | 08                | 07         | 05                | 10                  | 07         | 06                | 07              |
|        | HNS          | 11              | 05                | 07         | 07                | 06                  | 05         | 06                | 07              |
|        | HSP          | 8               | 08                | 05         | 04                | 04                  | 02         | 03                | 01              |
|        | HSU          | 3               | 08                | 06         | 05                | 06                  | 03         | 07                | 01              |
|        | IDS          | 4               | 02                | 03         | 02                | 02                  | 02         | 03                | 02              |
|        | DC-Zeleni    | 1               | 0                 | 0          | 0                 | 0                   | 0          | 0                 | 0               |
|        | HDSSB        | 0(3)            | 01                | 0          | 01                | 01                  | 01         | 01                | 04              |
|        | Andere       | 11              | 0–                | 0–         | 0–                | 0–                  | 0–         | 0–                | 08 Minderheiten |

### Mögliche neue Parlamentseinzüge
Der slowenischen Agentur Mediana Fides zufolge sind die Grüne Liste und eine unabhängige Liste ehemaliger MdP Tonči Tadić nahe an der 5 %-Hürde. Die Grüne Liste hat demnach 4,8 % Unterstützung im Wahlkreis I und Tonči Tadić hat 4,1 % im X. Wahlkreis.

## Wahlbeteiligung
Um 11 Uhr am 25. November 2007 hatten 802.000 oder 17,91 % aller Wahlberechtigten gewählt (im Jahr 2003: 21,19 %).
Um 16 Uhr hatten 1.514.072 oder 48,31 % der Wahlberechtigten (im Jahr 2003: 51,2 %) ihre Stimme abgegeben.

## Ergebnis
| Partei                                                  | Partei                                                                 | Partei                                                                 | Stimmen   | Stimmen | Stimmen | Sitze  | Sitze |
| Partei                                                  | Partei                                                                 | Partei                                                                 | Anzahl    | %       | +/−     | Anzahl | +/−   |
| ------------------------------------------------------- | ---------------------------------------------------------------------- | ---------------------------------------------------------------------- | --------- | ------- | ------- | ------ | ----- |
|                                                         | Kroatische Demokratische Union (HDZ)                                   | Kroatische Demokratische Union (HDZ)                                   | 907.743   | 36,6    | +2,7    | 66     | —     |
|                                                         | Sozialdemokratische Partei Kroatiens (SDP)                             | Sozialdemokratische Partei Kroatiens (SDP)                             | 775.690   | 31,2    | +8,6    | 56     | +22   |
|                                                         | Kroatische Volkspartei – Liberaldemokraten (HNS)                       | Kroatische Volkspartei – Liberaldemokraten (HNS)                       | 168.440   | 6,8     | —       | 7      | −3    |
|                                                         | „Grün-Gelbe Koalition“                                                 | Kroatische Bauernpartei (HSS)                                          | 161.814   | 6,5     | −0,7    | 6      | −4    |
| Kroatische Sozial-Liberale Partei (HSLS)                | „Grün-Gelbe Koalition“                                                 | 2                                                                      | 161.814   | 6,5     | −0,7    | —      |       |
| Bündnis von Primorje-Gorski Kotar (PGS)                 | „Grün-Gelbe Koalition“                                                 | —                                                                      | 161.814   | 6,5     | −0,7    | −1     |       |
| Demokratische Partei der Zargorje (ZDS)                 | „Grün-Gelbe Koalition“                                                 | —                                                                      | 161.814   | 6,5     | −0,7    | —      |       |
| Partei der Zargorje (ZS)                                | „Grün-Gelbe Koalition“                                                 | —                                                                      | 161.814   | 6,5     | −0,7    | —      |       |
|                                                         | Koalition                                                              | Kroatische Rentnerpartei (HSU)                                         | 101.091   | 4,1     | +0,1    | 1      | −2    |
| Demokratische Rentnerpartei (DSU)                       | Koalition                                                              | —                                                                      | 101.091   | 4,1     | +0,1    | —      |       |
|                                                         | Kroatische Partei des Rechts (HSP)                                     | Kroatische Partei des Rechts (HSP)                                     | 86.865    | 3,5     | —       | 1      | −7    |
|                                                         | Kroatische demokratische Versammlung von Slawonien und Baranja (HDSSB) | Kroatische demokratische Versammlung von Slawonien und Baranja (HDSSB) | 44.552    | 1,8     | +1,8    | 3      | +3    |
|                                                         | Istrische Demokratische Versammlung (IDS)                              | Istrische Demokratische Versammlung (IDS)                              | 38.267    | 1,5     | —       | 3      | −1    |
|                                                         | Sonstige und Minderheiten                                              | Sonstige und Minderheiten                                              | 198.990   | 8,0     | —       | 8      | —     |
|                                                         |                                                                        |                                                                        |           |         |         |        |       |
| Gesamt                                                  | Gesamt                                                                 | Gesamt                                                                 | 2.483.452 | 100,0   |         | 153    |       |
|                                                         |                                                                        |                                                                        |           |         |         |        |       |
| gültige Stimmen                                         | gültige Stimmen                                                        | gültige Stimmen                                                        | 2.515.293 | 99,8    |         |        |       |
| ungültige Stimmen                                       | ungültige Stimmen                                                      | ungültige Stimmen                                                      | 4.267     | 0,2     |         |        |       |
| Wahlbeteiligung                                         | Wahlbeteiligung                                                        | Wahlbeteiligung                                                        | 2.519.560 | 59,6    |         |        |       |
| Wahlberechtigte                                         | Wahlberechtigte                                                        | Wahlberechtigte                                                        | 4.227.290 | 100,0   |         |        |       |
|                                                         |                                                                        |                                                                        |           |         |         |        |       |
| Quelle: Staatliche Wahlkommission der Republik Kroatien |                                                                        |                                                                        |           |         |         |        |       |

## Ergebnisse nach Wahlkreisen
In jedem der zehn inländischen Wahlkreise wurden jeweils 14 Mandate vergeben. Über den Wahlkreis der im Ausland lebenden Kroaten (XI) wurden 5 Sitze vergeben.
| Liste | Liste                                                  | I | II | III | IV | V | VI | VII | VIII | IX | X | XI | Summe |
| ----- | ------------------------------------------------------ | - | -- | --- | -- | - | -- | --- | ---- | -- | - | -- | ----- |
|       | Hrvatska demokratska zajednica (HDZ)                   | 5 | 5  | 4   | 6  | 8 | 6  | 6   | 3    | 10 | 8 | 5  | 66    |
|       | Socijaldemokratska partija Hrvatske (SDP)              | 8 | 6  | 5   | 5  | 4 | 6  | 6   | 7    | 4  | 5 | –  | 56    |
|       | HSS – HSLS                                             | – | 3  | 1   | –  | 1 | 1  | 1   | –    | –  | 1 | –  | 8     |
|       | Hrvatska narodna stranka – Liberalni demokrati (HNS)   | 1 | –  | 4   | –  | – | 1  | 1   | –    | –  | – | –  | 7     |
|       | Hrvatski demokratski sabor Slavonije i Baranje (HDSSB) | – | –  | –   | 2  | 1 | –  | –   | –    | –  | – | –  | 3     |
|       | Istarski demokratski sabor (IDS)                       | – | –  | –   | –  | – | –  | –   | 3    | –  | – | –  | 3     |
|       | Hrvatska stranka prava (HSP)                           | – | –  | –   | 1  | – | –  | –   | –    | –  | – | –  | 1     |
|       | Hrvatska stranka umirovljenika (HSU)                   | – | –  | –   | –  | – | –  | –   | 1    | –  | – | –  | 1     |

### Wahlkreise I bis X (Inland)
Die Stimmen verteilten sich wie folgt:
| Listen            | Listen                                                 | I        | I    | II      | II   | III      | III  | IV      | IV   | V       | V    | VI      | VI   | VII      | VII  | VIII    | VIII | IX      | IX   | X       | X    |
| Listen            | Listen                                                 | Stimmen  | %    | Stimmen | %    | Stimmen  | %    | Stimmen | %    | Stimmen | %    | Stimmen | %    | Stimmen  | %    | Stimmen | %    | Stimmen | %    | Stimmen | %    |
| ----------------- | ------------------------------------------------------ | -------- | ---- | ------- | ---- | -------- | ---- | ------- | ---- | ------- | ---- | ------- | ---- | -------- | ---- | ------- | ---- | ------- | ---- | ------- | ---- |
|                   | Socijaldemokratska partija Hrvatske (SDP)              | 101.250  | 42,1 | 83.523  | 33,3 | 75.459   | 30,8 | 55.936  | 26,8 | 56.721  | 26,7 | 79.818  | 36,1 | 95.959   | 36,9 | 96.972  | 41,0 | 57.637  | 22,7 | 73.415  | 28,3 |
|                   | Hrvatska demokratska zajednica (HDZ)                   | 74.716   | 31,0 | 79.784  | 31,8 | 58.446   | 23,9 | 65.115  | 31,2 | 90.821  | 42,8 | 75.723  | 34,2 | 91.387   | 35,1 | 50.071  | 21,2 | 132.494 | 52,1 | 115.740 | 44,6 |
|                   | Hrvatska narodna stranka – Liberalni demokrati (HNS)   | 15.479   | 6,4  | 11.197  | 4,5  | 62.092   | 25,3 | 9.687   | 4,6  | 9.160   | 4,3  | 11.995  | 5,4  | 14.355   | 5,5  | 12.311  | 5,2  | 9.631   | 3,8  | 12.533  | 4,8  |
|                   | Hrvatska stranka umirovljenika (HSU)                   | 11.728   | 4,9  | 10.744  | 4,3  | 8.642    | 3,5  | 10.207  | 4,9  | 7.877   | 3,7  | 9.820 d | 4,4  | 11.789   | 4,5  | 13.841  | 5,9  | 8.574   | 3,4  | 7.869   | 3,0  |
|                   | HSS – HSLS                                             | 10.547 a | 4,4  | 41.417  | 16,5 | 24.394 b | 10,0 | 8.424   | 4,0  | 11.766  | 5,5  | 18.298  | 8,3  | 16.874 e | 6,5  | 6.930 e | 2,9  | 8.356   | 3,3  | 14.808  | 5,7  |
|                   | Hrvatska stranka prava (HSP)                           | 5.774    | 2,4  | 7.345   | 2,9  | 4.094    | 1,7  | 16.656  | 8,0  | 11.023  | 5,2  | 7.615   | 3,4  | 8.462    | 3,3  | 4.276   | 1,8  | 8.705   | 3,4  | 9.056   | 3,5  |
|                   | Stranka umirovljenika (SU)                             | 2.896    | 1,2  | 2.466   | 1,0  | 1.800    | 0,7  | –       | –    | 2.346   | 1,1  | 2.686   | 1,2  | 3.123    | 1,2  | 1.648 f | 0,7  | 2.848   | 1,1  | 2.069   | 0,8  |
|                   | Neovisna Lista – dr.sc. Slaven Letica                  | 2.774    | 1,1  | –       | –    | –        | –    | –       | –    | –       | –    | –       | –    | –        | –    | –       | –    | –       | –    | –       | –    |
|                   | Hrvatski demokratski sabor Slavonije i Baranje (HDSSB) | –        | –    | –       | –    | –        | –    | 31.795  | 15,2 | 12.757  | 6,0  | –       | –    | –        | –    | –       | –    | –       | –    | –       | –    |
|                   | Demokratski centar (DC)                                | 2.138    | 0,9  | 1.776 c | 0,7  | 927      | 0,4  | 1.068   | 0,5  | 3.687   | 1,7  | 2.388 c | 1,1  | 2.996    | 1,2  | 1.452 c | 0,6  | 2.051   | 0,8  | 817     | 0,3  |
|                   | Jedino Hrvatska                                        | 1.556    | 0,7  | 1.257   | 0,5  | 357      | 0,2  | 602     | 0,3  | 791     | 0,4  | 3.912   | 1,8  | 1.644    | 0,6  | 520     | 0,2  | 2.522   | 1,0  | 2.741   | 1,1  |
|                   | Istarski demokratski sabor (IDS)                       | –        | –    | –       | –    | –        | –    | –       | –    | –       | –    | –       | –    | –        | –    | 38.267  | 16,2 | –       | –    | –       | –    |
|                   | Ljevica – SRP – ISDF-FSDI – HSD                        | 884      | 0,4  | 702     | 0,3  | 584      | 0,2  | 482     | 0,2  | 592     | 0,3  | 776     | 0,4  | 1.158    | 0,5  | 2.430   | 1,0  | 890     | 0,4  | 1.357   | 0,5  |
|                   | Samostalna demokratska srpska stranka (SDSS)           | –        | –    | –       | –    | –        | –    | –       | –    | –       | –    | –       | –    | –        | –    | –       | –    | 9.115   | 3,6  | –       | –    |
|                   | Neovisna Lista – Tonći Tadić                           | –        | –    | –       | –    | –        | –    | –       | –    | –       | –    | –       | –    | –        | –    | –       | –    | –       | –    | 8.419   | 3,2  |
|                   | Hrvatska čista stranka prava (HČSP)                    | 504      | 0,2  | 420     | 0,2  | 516      | 0,2  | –       | –    | 492     | 0,2  | 493     | 0,2  | 802      | 0,3  | –       | –    | 1.980   | 0,8  | 3.409   | 1,3  |
|                   | Sonstige (in keinem der Wahlkreise über 1 %)           | 10.470   | 4,3  | 9.981   | 4,0  | 7.753    | 3,2  | 8.744   | 4,2  | 4.398   | 2,1  | 7.691   | 3,5  | 11.501   | 4,4  | 7.851   | 3,3  | 9.552   | 3,8  | 7.430   | 2,9  |
| Gesamt            | Gesamt                                                 | 240.716  | 100  | 250.612 | 100  | 245.064  | 100  | 208.716 | 100  | 212.431 | 100  | 221.215 | 100  | 260.050  | 100  | 236.569 | 100  | 254.355 | 100  | 259.663 | 100  |
|                   |                                                        |          |      |         |      |          |      |         |      |         |      |         |      |          |      |         |      |         |      |         |      |
| Ungültige Stimmen | Ungültige Stimmen                                      | 2.764    | 1,1  | 3.656   | 1,4  | 3.977    | 1,6  | 2.710   | 1,3  | 3.506   | 1,6  | 3.339   | 1,5  | 4.182    | 1,6  | 3.429   | 1,4  | 4.606   | 1,8  | 3.709   | 1,4  |
| Wähler            | Wähler                                                 | 243.480  | 67,4 | 254.268 | 63,6 | 249.041  | 68,0 | 211.426 | 63,1 | 215.937 | 58,0 | 224.554 | 63,0 | 264.232  | 65,4 | 239.998 | 62,2 | 258.961 | 60,4 | 263.372 | 63,3 |
| Wahlberechtigte   | Wahlberechtigte                                        | 361.236  |      | 399.648 |      | 366.005  |      | 335.091 |      | 372.163 |      | 356.575 |      | 403.812  |      | 385.594 |      | 428.590 |      | 416.017 |      |
|                   |                                                        |          |      |         |      |          |      |         |      |         |      |         |      |          |      |         |      |         |      |         |      |
| Quelle: izbori.hr |                                                        |          |      |         |      |          |      |         |      |         |      |         |      |          |      |         |      |         |      |         |      |

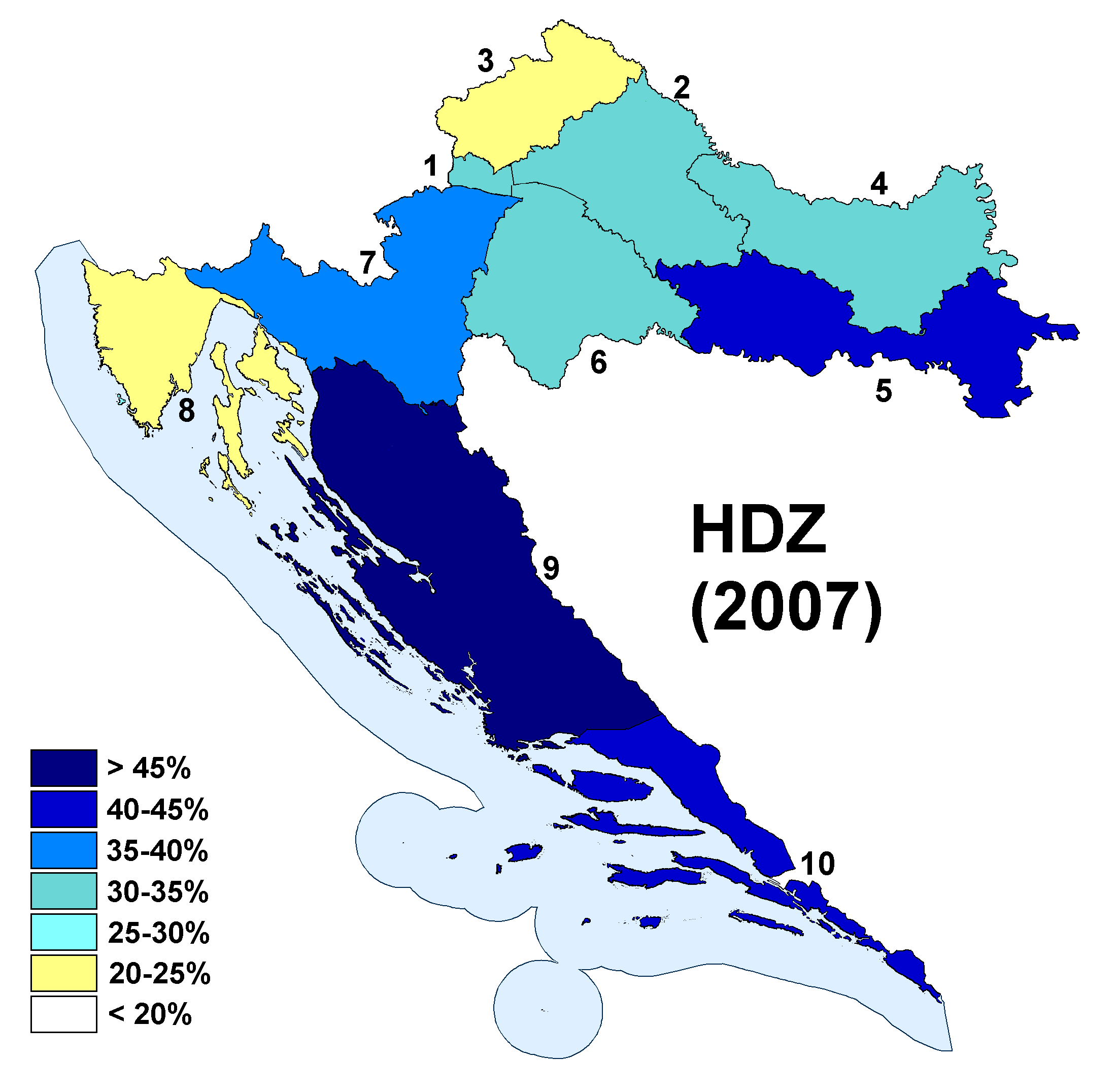
Resultat HDZ
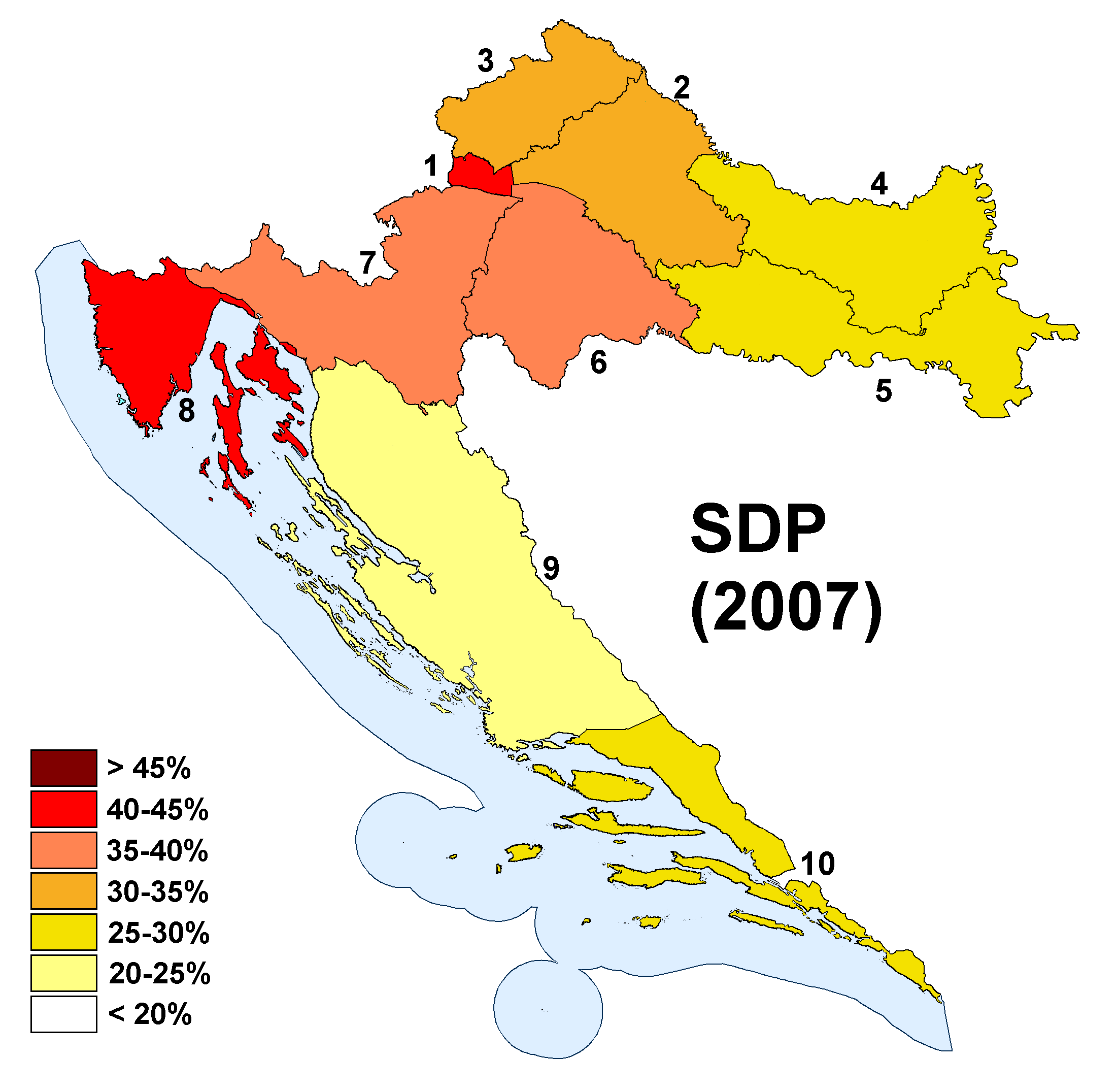
Resultat SDP
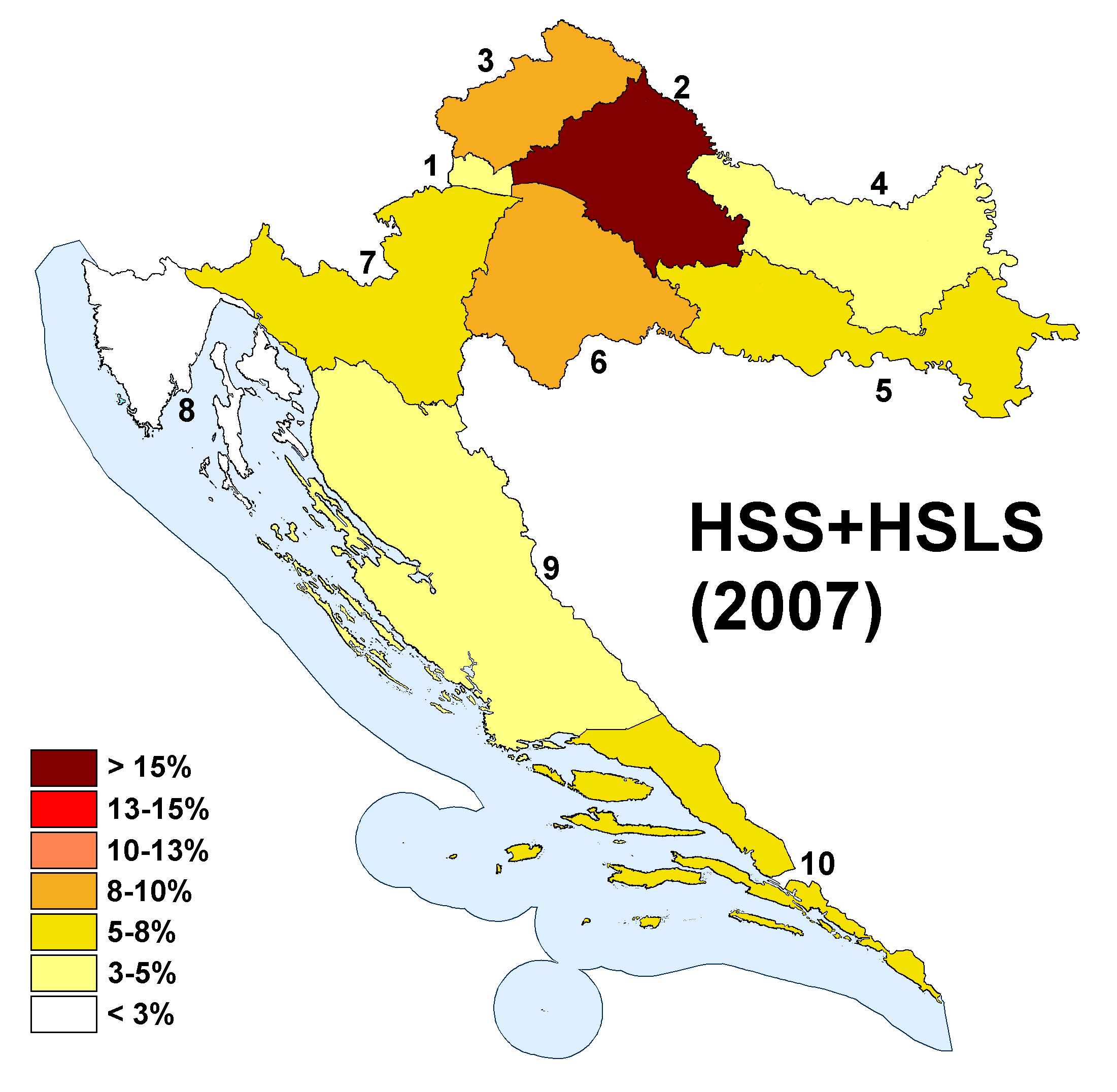
Resultat HSS-HSLS
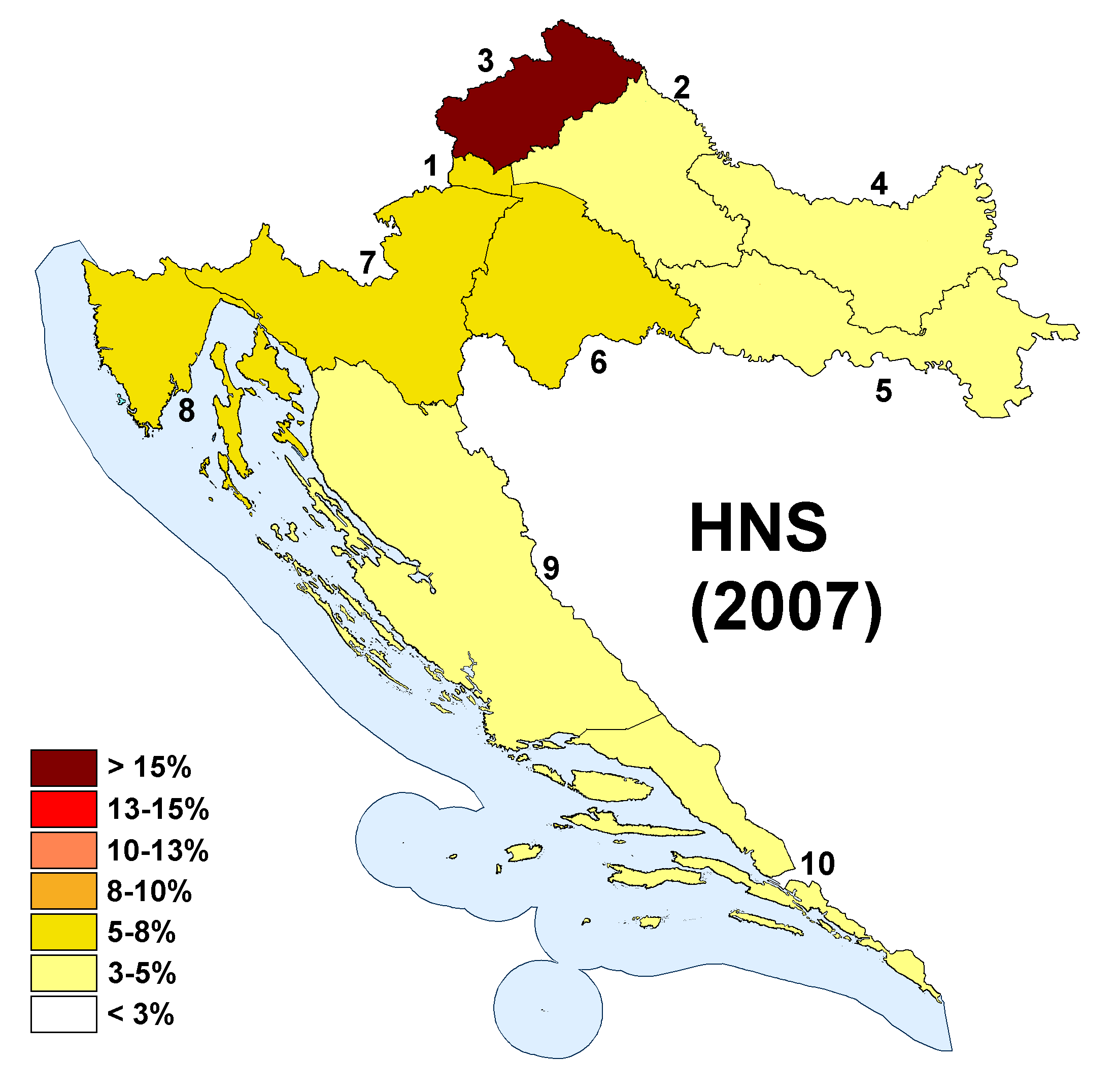
Resultat HNS

### Wahlkreis XI (Ausland)
| Listen            | Listen                                     | Stimmen | %    | Mandate |
| ----------------- | ------------------------------------------ | ------- | ---- | ------- |
|                   | Hrvatska demokratska zajednica (HDZ)       | 73.446  | 81,9 | 5       |
|                   | Neovisna Lista – Jerko Ivanković Lijanović | 9.024   | 10,1 | –       |
|                   | Hrvatska stranka prava (HSP)               | 3.859   | 4,3  | –       |
|                   | Demokratski centar (DC)                    | 830     | 0,9  | –       |
|                   | Akcija socijaldemokrata hrvatske (ASH)     | 730     | 0,8  | –       |
|                   | Sonstige (10 Listen; keine über 0,5 %)     | 1.764   | 2,0  | –       |
| Gesamt            | Gesamt                                     | 89.653  | 100  | 5       |
|                   |                                            |         |      |         |
| Ungültige Stimmen | Ungültige Stimmen                          | 749     | 0,8  |         |
| Wähler            | Wähler                                     | 90.402  | 22,3 |         |
| Wahlberechtigte   | Wahlberechtigte                            | 404.950 |      |         |
|                   |                                            |         |      |         |
| Quelle: izbori.hr |                                            |         |      |         |